# Det sker for enhver
Det sker for enhver er en dansk dokumentarfilm fra 1972 instrueret af Alan Lowry efter eget manuskript.

## Handling
En film om puberteten som en brydningstid, hvor krop og sind er i forandring mod voksenalderen. Interviews veksler med information om pubertetens fysiske og psykiske ændringer.